# Олипа
Олипа (хорв. Olipa) — небольшой необитаемый островок в хорватской части Адриатического моря, один из Элафитских островов, самый западный остров архипелага. Административно относится к Дубровницко-Неретванской жупании Хорватии.

## География
От ближайшего острова — Якляна — Олипа отделена проливом шириной около 840 метров, а до крупнейшего из Элафитских островов — Шипана — около 3,9 км. Расстояние от Олипы до Дубровника составляет 26 км. Длина острова — 1,35 км, максимальная ширина около 1,2 метров, площадь — 902 754 м², наивысшая точка — 206 метров над уровнем моря, длина береговой линии — 4987 метров. Остров состоит из двух частей. Основная бо́льшая часть имеет форму слегка вытянутого шестиугольника, ориентированного с северо-запада на юго-восток размерами примерно 1,35×0,75 км и полуострова в северо-восточной части, напоминающего цифру «8» длиной около полукилометра.
Остров каменист, частично покрыт лесом.

## Маяк
В южной части острова находится квадратная каменная башня с галереей, используемая в качестве маяка. Маяк используется для навигации в проливах Велики Вратник (между Олипой и соседники Таяном и Якляном) и Мали Вратник (между Олипой и полуостровом Пелешац).